# Distretto di Körfez
Il distretto di Körfez (in turco Körfez ilçesi) è uno dei distretti della provincia di Kocaeli, in Turchia.